# Zahlungsverfahren
Als Zahlungsverfahren werden im Zahlungsverkehr alle Formen und Prozesse der Übertragung von Eigentumsrechten an Zahlungsmitteln bezeichnet.

## Allgemeines
Die Zahlungsmittel wechseln bei ihrer Übertragung vom Zahlungspflichtigen zum Zahlungsempfänger. Alternativ wird auch von Bezahlverfahren oder Zahlungssystemen gesprochen. Eine einheitliche Verwendung dieser Begriffe hat sich bislang noch nicht durchgesetzt. Das Spektrum der Zahlungsverfahren reicht von der einfachen Barzahlung an der Kasse bis hin zu elektronischen Lösungen (z. B. Mobile Payment).

## Klassifizierung von Zahlungsverfahren
Zahlungsverfahren können nach unterschiedlichen Kriterien klassifiziert werden. Häufig wird beispielsweise zwischen klassischen und elektronischen Zahlungsverfahren unterschieden. Klassische Zahlungsverfahren sind demnach die Nachnahme, der (Papier-)Scheck und die Überweisung, die entweder vor Lieferung (Vorauskasse) oder nach Lieferung (Zahlung per Rechnung) erfolgen kann. Zu den elektronischen Zahlungsverfahren werden die Verfahren gezählt, bei denen die Zahlung unmittelbar über elektronische Medien freigegeben werden kann (z. B. Kreditkarten- und Lastschriftzahlungen).
Unklar ist jedoch, wie die Überweisung per Onlinebanking in diese Klassifikation einzuordnen ist. Im Unterschied zur beleghaften Überweisung wird die Zahlung zwar über elektronische Medien freigegeben, allerdings kann die Freigabe nicht unmittelbar erfolgen. Stattdessen muss der Zahlungspflichtige sich zunächst in das Onlinebanking seiner Bank einloggen und dann die Überweisungsdaten manuell eingeben. Bei dem auf dem Onlinebanking basierenden Zahlungsverfahren giropay entfallen einige dieser Zwischenschritte, weshalb es eindeutig zu den elektronischen Zahlungsverfahren gezählt werden kann.
Eine weitere Unterteilung unterscheidet nach dem Zahlungszeitpunkt: „Pay before“ bedeutet Zahlung vor dem Lieferzeitpunkt, „pay now“ Zahlung zum Lieferzeitpunkt und „pay later“ Zahlung nach dem Lieferzeitpunkt. Eine eindeutige Zuordnung ist jedoch auch nach dieser Systematisierung nicht für jedes Zahlungsverfahren möglich. Wird eine über ein Mobiltelefon initiierte Zahlung über die abgerechneten Telefoneinheiten in Rechnung gestellt, so kann dies einerseits über die monatliche Telefonrechnung geschehen, was für eine Einstufung als „pay later“ sprechen würde. Es könnte sich andererseits jedoch auch um eine Prepaidkarte handeln, das Verfahren wäre dann der Kategorie „pay before“ zuzuordnen.
Das Bundesamt für Sicherheit in der Informationstechnik verzichtet daher auf die genannten Klassifizierungen und unterscheidet zwischen originären und abgeleiteten Zahlungsverfahren:
- Originäre Zahlungsverfahren umfassen die physische Übertragung von Geldeinheiten (Bargeld oder elektronisches Geld), die Überweisung und die Lastschrift.
- Abgeleitete Zahlungsverfahren, z. B. die Kreditkarte, der Scheck oder die Vielzahl der für den elektronischen Handel entwickelten Zahlungsverfahren, greifen bei der Zahlungsabwicklung letzten Endes auf eines der originären Zahlungsverfahren zurück. Die abgeleiteten Zahlungsverfahren werden weiter in die folgenden Gruppen unterteilt:
  - Scheckbasierte Verfahren verbriefen eine Anweisung an das Kreditinstitut des Zahlungspflichtigen, die im Scheck genannte Geldsumme zu Lasten von dessen Konto zu zahlen.
  - Kreditkarten- und debitkartenbasierte Verfahren dienen der Bargeldbeschaffung am Bankschalter oder am Geldautomaten sowie der bargeldlosen Bezahlung von Waren und Dienstleistungen bei Vertragsunternehmen der kartenherausgebenden Organisationen.
  - Wertkartenbasierte Verfahren verwenden vorausbezahlte Guthabenkarten, die in der Regel nicht wieder aufgeladen werden können. Beispiele hierfür sind T-Pay MicroMoney, die paysafecard oder die ukashcard.
  - E-Mail-basierte Verfahren nutzen E-Mail-Nachrichten zur Übertragung von Buchungsinformationen. Vom Anbieter des Verfahrens werden mit einer E-Mail-Adresse verknüpfte Referenzkonten geführt; bekannte Beispiele hierfür sind PayPal und moneybookers.
  - Mobiltelefonbasierte Verfahren nutzen das Mobiltelefon zur Übertragung von Buchungsinformationen. Das Mobiltelefon dient dabei gleichzeitig zur Authentifizierung. Ein Anbieter von mobiltelefonbasierten Verfahren ist mpass, ein Gemeinschaftsprojekt von Vodafone und O2.
  - Inkasso- und Billingverfahren sind alle sonstigen Verfahren, bei denen fällige Beträge von Dritten eingezogen werden. Hierzu gehört die Nachnahme, bei der ein Zustelldienst als Inkassostelle auftritt, die speziell für den elektronischen Handel entwickelten Verfahren ClickandBuy, iclear und T-Pay (bis 2011) sowie die Abrechnung über telefonische Mehrwertdienste oder Dialer.

## Verlässlichkeit
Die Verlässlichkeit von Zahlungssystemen in einer Volkswirtschaft ist von Liquidität, Finalität, Transaktionsrisiko und systemischem Risiko abhängig.
- Die Liquidität hängt davon ab, ob und wie leicht (mit welchen Transaktionskosten) abgeleitete Zahlungsverfahren in gesetzliche Zahlungsmittel (englisch legal tender) oder Buchgeld umgewandelt werden können und wie viele Händler bereit sind, sie zu akzeptieren.[4] Sie müssen zudem gegen Zentralbankgeld im Verhältnis 1:1 umtauschbar sein.[5]
- Eine Zahlung ist dann final (also endgültig), wenn sie nicht mehr widerrufen werden kann.[6] Wenn der Zahlungspflichtige keine rechtliche Möglichkeit mehr besitzt, seine Zahlung zu widerrufen, ist die Zahlung final. Das ist nach § 675p Abs. 1 BGB nach dem Zugang des Zahlungsauftrags beim Zahlungsdienstleister der Fall.
- Jede abzuwickelnde Transaktion enthält für den Zahlungsempfänger ein Transaktionsrisiko (Kreditrisiko, Erfüllungsrisiko, Fälschungsrisiko von Bargeld). Hat der Zahlungsempfänger seine Leistung bereits erbracht und die Zahlung steht noch aus (Vorleistung), ist er dem Kreditrisiko des Zahlungspflichtigen ausgesetzt. Das größte Risiko beim Einsatz von Finanzierungsmöglichkeiten stellt bei den Händlern zum einen der mögliche Zahlungsausfall und zum anderen ein Reputationsverlust bei Ablehnungen nach der Bonitätsprüfung dar. Das Ausfallrisiko wird in den meisten Fällen durch gründliche Prüfung von Seiten der Finanzinstitute verringert. Durch die Gesetzgebung sind nicht alle Transaktionsrisiken ausgeschlossen. Immer mehr Anbieter übernehmen teilweise oder komplett das Ausfallrisiko und ermöglichen dem Händler dadurch konkrete Planungssicherheit.[7]
- Das systemische Risiko besteht darin, dass ein Zahlungssystem durch Fehlverhalten oder Insolvenz der Beteiligten Marktstörungen unterliegt oder ganz zusammenbrechen kann. Die Überwachung des Zahlungsverkehrs durch Zentralbanken und Bankenaufsicht kann dieses Risiko minimieren.

## Auswahl von Zahlungsverfahren
Die Bedeutung des Angebots bargeldloser Zahlungsverfahren hat in den vergangenen Jahren stark zugenommen. Zum einen verzeichnet das EuroHandelsinstitut einen starken Anstieg bei den bargeldlosen Zahlungen im stationären Handel. Zum anderen nutzen immer mehr Händler das Internet als Vertriebsweg und sind hierfür auf geeignete Verfahren zur bargeldlosen Bezahlung der Waren und Dienstleistungen angewiesen.
Insbesondere im elektronischen Handel wird ein geeignetes Angebot von Zahlungsverfahren (Elektronisches Geld) immer mehr zum Erfolgsfaktor. Häufig werden Käufe abgebrochen, wenn nicht das geeignete Zahlungsverfahren zur Verfügung steht. Vor diesem Hintergrund gewinnt die Auswahl von Zahlungsverfahren an Bedeutung.
Die Auswahl von Zahlungsverfahren hat sich an der Eignung für das vorliegende Zahlungsszenario, an den Anforderungen des Zahlungspflichtigen sowie den Anforderungen des Zahlungsempfängers zu orientieren.

### Zahlungsszenarien
Zahlungsszenarien werden nach dem Einsatzszenario, der Betragshöhe, der Herkunft der Kunden und der Häufigkeit der Zahlung unterschieden.

#### Kategorisierung nach dem Einsatzszenario
- Bezahlung am Verkaufsort (englisch Point of Sale): Der Verkaufsort ist der Ort, an dem Verkäufer und Käufer physisch zusammentreffen. Häufig ist dies ein stationärer Kassenarbeitsplatz oder Verkaufsautomat. Das Zusammentreffen kann aber auch außerhalb der Räume des Verkäufers stattfinden (z. B. bei Taxis oder Lieferdiensten).
- Bezahlung im Fernabsatz: Zum Fernabsatz zählen alle Kauf- oder Dienstverträge, die zwischen Verkäufer und Käufer per Telefon, Internet, Brief oder über andere Fernkommunikationsmittel abgeschlossen werden. Damit umfasst der Fernabsatz sowohl den klassischen Versandhandel als auch den elektronischen Handel über das Internet (E-Commerce).

#### Kategorisierung nach der Betragshöhe
- Macropayment (ab ca. 5 Euro)
- Micropayment (ab ca. 5 Cent bis ca. 5 Euro)
- Millipayment, Minipayment, Picopayment oder auch Nanopayment (bis ca. 5 Cent)

#### Kategorisierung nach der Herkunft der Kunden
- Inlandszahlungsverkehr,
- Auslandszahlungsverkehr.

Bei ausländischen Kunden ist darauf zu achten, dass die angebotenen Zahlungsverfahren auch im Ausland verfügbar sind. Dies ist zum Beispiel bei der Lastschrift im Europäischen Zahlungsraum (SEPA) eingeführt worden.

#### Kategorisierung nach der Häufigkeit der Zahlung
- Einmalig: Kunde und Händler treffen nur einmal zusammen.
- Wiederkehrend: Kunde und Händler treffen wiederholt zusammen.

Bei wiederkehrend genutzten Leistungen nehmen Kunden vermutlich einen höheren einmaligen Registrierungsaufwand in Kauf als bei selten genutzten Leistungen. Auch das Risiko für den Händler nimmt ab, wenn bereits positive Erfahrungen über das Zahlungsverhalten eines Kunden vorliegen. Für den Einzug regelmäßig wiederkehrender Forderungen ist insbesondere das Lastschriftverfahren gut geeignet.

### Anforderungen des Zahlungspflichtigen
Aus Sicht des Zahlungspflichtigen ist eine möglichst sichere Zahlungsabwicklung gewünscht. Zu den weiteren Anforderungen zählen ein geringer Installations- und Registrierungsaufwand, geringe Kosten sowie eine hohe Anzahl an Akzeptanzstellen.
- Sicherheit: Unter dem Sicherheitsaspekt werden organisatorische und rechtliche Regelungen betrachtet, die dazu geeignet sind, das Eintreten von Schäden aus Sicht des Zahlungspflichtigen zu verhindern. Die Sicherheitsanforderungen lassen sich weiter in die  Transaktionskontrolle, Authentifizierung, Sperrmöglichkeit und geringer Haftungsbetrag unterteilen:
  - Transaktionskontrolle: Der Zahlungspflichtige möchte zum einen sicher sein, dass eine von ihm gewünschte Transaktion erfolgreich initiiert wurde. Zum anderen möchte er kontrollieren können, dass keine unberechtigte Transaktion durchgeführt wurde.
  - Authentifizierung: Die Stärke der Authentifizierung gibt Hinweise darauf, wie leicht es für einen Dritten sein kann, unberechtigt Zahlungen zu Lasten des Zahlungspflichtigen zu initiieren.
  - Sperrmöglichkeit: Bei einer Sperre gegen zukünftige Verfügungen sind Schäden selbst dann ausgeschlossen, wenn ein Dritter den Authentifizierungsmechanismus überwunden hat.
  - Haftungsbetrag: Der Haftungsbetrag gibt an, für welchen Betrag der Kunde maximal aufkommen muss, wenn vor einer eventuellen Sperre unberechtigte Verfügungen zu seinen Lasten vorgenommen wurden.
- Installations- und Registrierungsaufwand: Der Installations- und Registrierungsaufwand beschreibt den Aufwand, der für eine erstmalige Nutzung des Zahlungsverfahrens erforderlich ist. Dazu zählt zum einen die Anmeldung beim Anbieter des Zahlungsverfahrens. Zum anderen wird hierunter der Aufwand für evtl. notwendige Hard- und Software-Installationen gefasst.
- Kosten: Die Nutzung eines Zahlungsverfahrens ist für den Zahlungspflichtigen in der Regel kostenlos. Im E-Commerce gehen einige Händler jedoch dazu über, unterschiedliche Preise in Abhängigkeit von den genutzten Zahlungsverfahren zu fordern. Daneben spielen auch die transaktionsunabhängigen Kosten für den Kunden eine entscheidende Rolle. Darunter werden die Kosten gefasst, die dem Kunden entstehen, ohne dass dieser Zahlungen tätigt. Dazu zählen sowohl einmalige Anschaffungskosten, z. B. für ein Kartenlesegerät, als auch periodisch wiederkehrende Kosten wie z. B. die Jahresgebühr für eine Kreditkarte.
- Akzeptanzstellen: Ein weiterer Faktor, der für die Nutzung von Zahlungsverfahren eine wichtige Rolle spielt, ist die Anzahl der Akzeptanzstellen. Ist die Zahl der Akzeptanzstellen hoch, so sind die Kunden eher bereit, den Registrierungsaufwand in Kauf zu nehmen.

### Anforderungen des Zahlungsempfängers
Wie Befragungen zeigen, spielt für Händler insbesondere die unmittelbare und sofortige Nutzbarkeit eines Zahlungsverfahrens (Verbreitung/Akzeptanz durch den Kunden) eine sehr wichtige Rolle. Weitere wichtige Anforderungen sind ein wirksamer Schutz vor Zahlungsausfällen, geringe Kosten und die Unterstützung durchgängiger Prozesse.
- Verbreitung/Akzeptanz durch den Kunden: Entscheidend bei der Auswahl von Zahlungsverfahren ist, dass nicht jeder Kunde jedes Zahlungsverfahren auch tatsächlich spontan und unmittelbar nutzen kann. So sind insbesondere neuere Zahlungsverfahren, wie z. B. PayPal, ClickandBuy, Moneybookers oder auch T-Pay, registrierungspflichtig, wodurch eine Hürde für die erstmalige Nutzung der Zahlungsverfahren geschaffen wird. Klassische Zahlungsverfahren wie die Überweisung, das Lastschriftverfahren oder die Kreditkartenverfahren haben hier den historisch bedingten Vorteil einer bereits bestehenden, relativ hohen Verbreitung. Zu achten ist dabei vor allem auf die Verbreitung bei der adressieren Zielgruppe, z. B. bei jüngeren Kunden oder bei Kunden aus dem Ausland.
- Schutz vor Zahlungsausfällen: Je nachdem, welches Zahlungsverfahren betrachtet wird, bietet es mehr oder weniger Schutz vor Zahlungsausfällen. Dabei reicht die Bandbreite von einem sehr geringen oder gar keinem Schutz, z. B. bei Zahlungen per Lastschrift oder Rechnung im Fernabsatz, bis hin zu einem vollständigen Schutz, z. B. beim GeldKarte-System der deutschen Kreditwirtschaft oder der Zahlung per Vorauskasse.
- Kosten: Die Kosten, die durch die Einbindung und Nutzung von Zahlungsverfahren auf Händlerseite entstehen, lassen sich grundsätzlich in folgende Arten unterscheiden:
  - Kosten, die durch die Beschaffung von Software- oder Hardware-Komponenten entstehen, z. B. Terminals oder Software, damit Kreditkartenzahlungen überhaupt erst akzeptiert und abgerechnet werden können bzw. dürfen.
  - Kosten, die durch die regelmäßige, von einem Kaufvorgang unabhängige Abgabe von Gebühren entstehen, z. B. monatliche Lizenzkosten oder Grundgebühren für die grundsätzliche Bereitstellung von Dienstleistungen durch den Zahlungsverfahrensanbieter
  - Kosten, die für die Abwicklung einer Zahlung entstehen. Bei Kreditkartenzahlungen fallen beispielsweise häufig umsatzunabhängige Autorisierungskosten zuzüglich eines vom Umsatz abhängigen Entgelts als Dienstleistungsgebühr an.
- Prozesse: Um Kosten in Form manueller Zuordnungen von Zahlungseingängen zu offenen Posten zu vermeiden, sollte darauf geachtet werden, inwiefern das Zahlungsverfahren den eingebundenen Dienstleistern eine Automatisierung ermöglicht. Bei Zahlungen per Vorauskasse oder Rechnung verursacht beispielsweise die manuelle Zuordnung der Zahlungseingänge zu offenen Posten häufig hohe Aufwände.

## Spezifische Probleme von Zahlungsverfahren
Aus den skizzierten Anforderungen der Zahlungspflichtigen und der Zahlungsempfänger resultieren zwei grundlegende Probleme bei der Gestaltung von Zahlungsverfahren. Zum einen führt die Forderung nach einer hohen Anzahl an Akzeptanzstellen bzw. nach hoher Verbreitung auf Kundenseite zu einem Henne-Ei-Problem. Zum anderen ergibt sich aus der beiderseitigen Forderung nach Sicherheit speziell im Fernabsatz ein Problem, da eine Zug-um-Zug-Erfüllung bei Fernabsatzgeschäften nicht möglich ist.

### Das Henne-Ei-Problem
Das Henne-Ei-Problem (auch als Netzwerkeffekt oder Pinguin-Effekt bezeichnet) ist die Ursache dafür, dass sich neue Zahlungsverfahren nur sehr schwer durchsetzen. So werden die Kunden die Anfangsaufwände (z. B. Registrierung) für ein neues Zahlungsverfahren nur dann tragen, wenn es von vielen Händlern akzeptiert wird. Die Händler integrieren ein neues Zahlungsverfahren wiederum nur, wenn es von ausreichend vielen Kunden genutzt wird. Somit kommt es zu einer Situation des gegenseitigen Abwartens und folglich zu keiner Verbreitung des Zahlungsverfahrens, solange keine kritische Masse an Nutzern erreicht ist.

### Das Problem der Risikoallokation im Fernabsatz
Im Fernabsatz ist aufgrund der Transportzeit der Ware keine Zug-um-Zug-Erfüllung wie im Präsenzhandel möglich. Daher muss entweder der Käufer (Vorauskasse) oder der Verkäufer (Warenverkauf auf Rechnung) in Vorleistung gehen. Aus dieser einseitigen Risikoallokation entsteht zwangsläufig das Risiko, dass entweder der Käufer Gefahr läuft, dass eine per Vorauskasse bezahlte Ware nicht geliefert und der bereits bezahlte Betrag nicht mehr erstattet wird (Vorauszahlungsbetrug), oder der Verkäufer geht ein Zahlungsrisiko ein. Dies besteht beispielsweise darin, dass trotz ordnungsmäßiger Lieferung eine Rechnung nicht beglichen oder eine Zahlung per Lastschrift oder Zahlungskarte wieder zurückgegeben wird. Daher werden diese Zahlungsverfahren häufig mit zusätzlichen Maßnahmen zur Absicherung von Zahlungsrisiken kombiniert, z. B. Adressprüfungen, Negativlistenprüfungen oder Bonitäts-Scorings.
Zahlung per Vorauskasse steht beim Handel im elektronischen Handel auf Platz 1 der Beliebtheit; beim Umsatz erreicht Vorkasse Platz 3.

## Zahlungsinstrumente
Zahlungsinstrumente sind technische Instrumente des Zahlungsverkehrs, die einem Zahlungspflichtigen zur Verfügung stehen, um Zahlungsmittel zu übertragen. Je nach dem eingesetzten Zahlungsmittel gibt es Barzahlungen (Bargeld wie bei Hawala), halbbare Zahlungen (Barscheck oder Bareinzahlung auf ein Konto) oder bargeldlose Zahlung (Überweisungen, Echtzeitüberweisungen, Lastschriften, Kartenzahlungen).